# NGC 7399
NGC 7399 ist eine linsenförmige Galaxie vom Hubble-Typ S0/a im Sternbild Aquarius auf der Ekliptik. Sie ist schätzungsweise 205 Millionen Lichtjahre von der Milchstraße entfernt.
Das Objekt wurde am 15. November 1884 von Lewis Swift entdeckt.